# Copa do Mundo FIFA de 2034
A Copa do Mundo FIFA de 2034 (português brasileiro) ou Campeonato Mundial de Futebol FIFA de 2034 (português europeu) será a vigésima quinta edição deste evento esportivo, sendo ele o campeonato quadrienal internacional de futebol masculino disputado pelas seleções nacionais das federações filiadas da Federação Internacional de Futebol (FIFA). Será disputada na Arábia Saudita, sendo a segunda Copa ou Campeonato a ser sediado no Médio Oriente, doze anos após o evento ser recebido no Catar em 2022. A definição da sede aconteceu em 31 de outubro de 2023, mas a decisão foi ratificada em 11 de dezembro de 2024.
Esta edição será a terceira que contará com 48 seleções, conforme a decisão da FIFA sobre a expansão do número de seleções presentes (eram 32 seleções), tomada no dia 10 de janeiro de 2017.

## Formato
Em janeiro de 2015, o então presidente da União das Associações Europeias de Futebol (UEFA), Michel Platini, sugeriu a expansão da Copa para quarenta seleções, uma ideia que o presidente da FIFA, Gianni Infantino, também havia sugerido em março de 2016. O desejo de aumentar o número de participantes no torneio (a partir do atual formato de trinta e duas seleções) foi anunciado em 4 de outubro de 2016.
Foram consideradas quatro opções de expansão, que estão listadas abaixo (em negrito está a opção escolhida):
- Expansão para 40 seleções (8 grupos com 5 seleções) – 88 jogos
- Expansão para 40 seleções (10 grupos com 4 seleções) – 76 jogos
- Expansão para 48 seleções (playoffs com 32 seleções) – 80 jogos
- Expansão para 48 seleções (16 grupos com 3 seleções) – 80 jogos

Em janeiro de 2017, o Conselho da FIFA votou, por unanimidade, na expansão para 48 seleções. O torneio começará na fase de grupos consistindo em 16 grupos com 3 seleções cada, os dois melhores de cada grupo avançam para a fase final, o mata-mata, iniciando pelos Dezesseis-Avos de Final, com 32 seleções. O número de jogos aumentará de 64 para 80, mas o número de partidas jogadas pelos finalistas continua sendo 7, o mesmo como era com as 32 seleções, mas um jogo da fase de grupos atual será substituído por mais um jogo no mata-mata. O torneio será realizado em 32 dias, a mesma quantidade atual.
A proposta de expansão sofreu a oposição da Associação de Clubes Europeus e os seus membros, dizendo que o número de jogos chegou a um nível inaceitável e pediram ao órgão regulador a reconsiderar sua ideia de aumento do número de equipes que se qualificam. O presidente da Liga Espanhola de Futebol Profissional, Javier Tebas, diz que o novo método empregado não é aceitável. Tebas disse ao jornal Marca que "a indústria do futebol é mantida graças aos clubes e as ligas, não graças à FIFA" e que "Infantino faz política" porque "para eleger ele prometeu mais países na Copa do Mundo, ele quer cumprir as promessas eleições". O treinador da seleção alemã, Joachim Löw, alertou que a expansão, tal como ocorreu na Euro 2016, diluirá o valor do torneio mundial, pois os jogadores já atingiram seus limites físico e mental. Outra crítica é em relação ao formato com 3 seleções por grupo, o risco de conluio entre as duas equipes que jogarão na última rodada aumentará em relação ao atual formato com 4 seleções por grupo (onde as duas últimas partidas são jogadas simultaneamente). Uma sugestão do presidente, Infantino, é que os jogos da fase de grupos que terminem empatados sejam decididos por pênaltis.

#### Divisão de vagas
Em 30 de março de 2017, a secretaria do Conselho da FIFA (composto pelo presidente da FIFA e presidentes das seis confederações) propôs uma nova alocação de vagas. A recomendação foi submetida à ratificação pelo Conselho da FIFA.
Em 9 de maio de 2017, dois dias antes do 67.º Congresso da FIFA, o Conselho da FIFA aprovou a alocação de vagas em uma reunião em Manama, no Bahrein. Com isso, seria disputado ainda um play-off intercontinental envolvendo seis equipes, para decidir as duas últimas vagas para a competição.
| Confederação | Países membros da FIFA | Vagas no novo formato | Porcentagem dos membros com vagas | Vagas no formato antigo |
| ------------ | ---------------------- | --------------------- | --------------------------------- | ----------------------- |
| AFC          | 46                     | 8                     | 17%                               | 4,5                     |
| CAF          | 54                     | 9                     | 17%                               | 5                       |
| CONCACAF     | 35                     | 6                     | 17%                               | 3,5                     |
| CONMEBOL     | 10                     | 6                     | 60%                               | 4,5                     |
| OFC          | 11                     | 1                     | 9%                                | 0,5                     |
| UEFA         | 55                     | 16                    | 29%                               | 13                      |
| Playoff      |                        | 2                     |                                   |                         |
| Total        | 211                    | 48                    | 23%                               | 31 + sede               |

## Escolha da sede

Mapa do mundo com todas as seis confederações afiliadas a FIFA.

Após a definição das sedes do Mundial de 2030 em 4 de outubro de 2023, os países filiados à CONMEBOL, CAF e UEFA estarão inelegíveis, seguindo o esquema de rotação da FIFA, além da CONCACAF por ser sede do mundial de 2026. Os países tinham até o dia 31 do mesmo mês para oficializarem as intenções de participarem do pleito. A escolha estava prevista para o segundo trimestre de 2024, sendo suspensa após a desistência da Austrália em disputar o pleito. Com isso, houve apenas um processo de avaliação no final de 2024 para a candidatura saudita, algo semelhante ao processo de escolha da sede para a Copa do Mundo de 2014, quando o Brasil foi avaliado pelo colégio eleitoral por ser o único candidato. A decisão foi oficializada em 11 de dezembro de 2024.

## Sedes
Anteriormente, foi cogitado que o torneio seria realizado em Riade, Gidá, Damã, Qiddiya, Neom, Najrã, Abha, Hofufe, Al Khobar, Qatif, Taife e Buraida, já que os estádios em algumas dessas cidades estão em desenvolvimento ou reforma para atender aos padrões da Copa do Mundo FIFA para a Copa da Ásia de 2027. No livro da candidatura, acabaram sendo oficializados os projetos de Abha, Gidá, Cobar, Neom e Riade. O Estádio Internacional Rei Salman é cotado para receber a partida inaugural e a final desta copa.
| Gidá Neom Riade Abha CobarCidades candidatas |

| Cidade | Estádio                                           | Capacidade |
| ------ | ------------------------------------------------- | ---------- |
| Abha   | Estádio Universitário Rei Khalid (novo)           | 45.428     |
| Gidá   | Estádio da Cidade dos Esportes Rei Abdullah       | 62.345     |
| Gidá   | Estádio da Costa Qiddiya (novo)                   | 46.096     |
| Gidá   | Estádio de Desenvolvimento Central de Gidá (novo) | 45.794     |
| Gidá   | Estádio da Cidade Econômica Rei Abdullah (novo)   | 45.700     |
| Cobar  | Estádio Aramco (novo)                             | 46.096     |
| Neom   | Estádio de Neom (novo)                            | 46.010     |
| Riade  | Estádio Internacional Rei Salman (novo)           | 92.000     |
| Riade  | Estádio Internacional Rei Fahd                    | 67.000     |
| Riade  | Estádio de Riade do Sul (novo)                    | 47.060     |
| Riade  | Estádio Príncipe Mohammed bin Salman (novo)       | 46.979     |
| Riade  | Estádio Príncipe Faisal bin Fahd                  | 46.865     |
| Riade  | Estádio Universitário Rei Saud                    | 46.319     |
| Riade  | Novo Estádio Murabba                              | 46.010     |
| Riade  | Estádio Roshan (novo)                             | 46.000     |

## Seleções qualificadas
Conforme a tradição, o país-sede conquista automaticamente a vaga para o Mundial.
| Confederação | Seleção        | Método de qualificação | Data                  | Total | Qualificado ultima vez | Consecutivas | Melhor posição          |
| ------------ | -------------- | ---------------------- | --------------------- | ----- | ---------------------- | ------------ | ----------------------- |
| AFC          | Arábia Saudita | País-sede              | 31 de outubro de 2023 | 6     | 2022                   | 2            | Oitavas de final (1994) |

## Controvérsias

### Direitos humanos
A seleção da Arábia Saudita como anfitriã já atraiu polêmica devido às violações de direitos humanos no país. O sindicato Building and Wood Workers' International alertou que a FIFA conceder o torneio à Arábia Saudita vai contra suas condições de direitos humanos. Quando Clifford Chance fez uma avaliação dos direitos humanos no país, o relatório foi criticado por onze organizações de direitos, incluindo a Anistia Internacional e a Human Rights Watch.  A natureza não transparente da candidatura também foi criticada pela presidente da Federação Norueguesa de Futebol, Lise Klaveness, que afirmou que, apesar das reformas após o caso de corrupção da FIFA em 2015, poucas medidas foram tomadas para garantir que os anfitriões atendessem às avaliações de risco e direitos humanos; a NFF posteriormente se absteve de votar em 11 de dezembro. O clube norueguês Fredrikstad pressionou sua federação para boicotar o torneio.
Em 11 de novembro de 2024, a Anistia Internacional apelou à FIFA para interromper o processo de licitação para a Copa do Mundo FIFA de 2034, citando preocupações com direitos humanos na Arábia Saudita. Em 21 de novembro, a CSI-África apresentou uma queixa às Nações Unidas sobre os maus-tratos aos trabalhadores migrantes africanos na Arábia Saudita e alertou que a Copa do Mundo FIFA de 2034 poderia ampliar os problemas existentes para os trabalhadores migrantes. Cinco dias depois, no dia 25, os senadores dos Estados Unidos, Ron Wyden e Dick Durbin, pediram à FIFA que não concedesse a Copa do Mundo FIFA de 2034 à Arábia Saudita, citando preocupações com direitos humanos para cidadãos, trabalhadores, atletas, turistas e membros da imprensa no país, sem garantia de que os direitos humanos seriam respeitados durante o torneio. Três dias depois, no dia 28, os eurodeputados alemães e dinamarqueses, Daniel Freund e Niels Fuglsang, criticaram respectivamente a natureza de portas fechadas da candidatura e sugeriram um boicote se o torneio fosse atribuído à Arábia Saudita, pois acreditavam que era a única forma de garantir a prevenção de violações dos direitos humanos.
Críticas à candidatura do Catar para 2022, as federações da Alemanha, Bélgica, Dinamarca, Inglaterra e Suíça se manifestaram favoráveis à candidatura saudita, assim como evitaram falar sobre qualquer ameaça de boicote.

### Questões ambientais
O Fossil Free Football levantou preocupações sobre o torneio, afirmando que a quantidade de novos estádios que seriam construídos aumentaria a poluição e que o torneio seria usado para fazer greenwashing na indústria de combustíveis fósseis do país.

### Clima e choque de datas
Outra polêmica envolve o clima da região, já que as temperaturas costumam ficar elevadas entre os meses de maio e setembro, o que dificultaria a realização do evento nesse período, uma vez que as temperaturas noturnas mínimas alcançam a casa dos 26-29 °C e temperaturas médias diárias entre 33-37 °C, levando especulações que a competição aconteça entre novembro e dezembro, algo semelhante à Copa do Catar em 2022. Todavia, a dificuldade também se estenderia entre as datas, já que em dezembro se comemora o Ramadão no país, além de Riade ser a sede dos Jogos Asiáticos de 2034, marcados para os meses de novembro e dezembro.